# جزيرة ثورة أكتوبر
جزيرة ثورة أكتوبر هي جزيرة ضمن أرخبيل سيفيرينيا زيمليا في القطب الشمالي الروسي سميت على اسم الثورة البلشفية التي جعلت من روسيا دولة شيوعية.